# Финкенцеллер, Эли
Эле́н «Эли́» Финкенце́ллер (нем. Helene «Heli» Finkenzeller; 17 ноября 1911, Мюнхен, Королевство Бавария, Германская империя — 14 января 1991, Мюнхен, Германия) — немецкая актриса. 

## Биография
Элен Хинкенцеллер родилась 17 ноября 1911 года в Мюнхене (Королевство Бавария, Германская империя). В своей юности она планировала стать оперной певицы. Чтобы стать актрисой она брала уроки актёрского мастерства у Отто Фалкенберга, а её театральный актёрский дебют состоялся на сцене Munich Kammerspiele.
Белокурая баварская актриса стала ведущей артисткой театра, а позже и кинематографа. В 1935 году она была открыта для кинематографа режиссёром Карлом Риттером и стала популярной за съёмки в коммерческих фильмах для УФА. В основном снималась в комедиях и мелодрамах. В 1960-х годах она начала играть характерные роли, появлялась на сцене Kleine Komödie в Мюнхене и в ренессансном театре в Берлине. Позже стала сниматься в кино реже и в основном играла в театре.
Первым мужем Эли стал актёр Уилл Дом (1897—1948). У супругов родилось двое детей — Габриэла «Габи» Дом (род.23.09.1943), ставшая актрисой, и сын Михель Дом. 51-летний Уилл Дом умер 28 ноября 1948 года. В 1950 году Финкенцеллер вышла замуж во второй раз за продюсера Альфреда Биттинса (1909—1970), но 20 лет спустя она вновь стала вдовой — 61-летний Биттенс скончался 24 ноября 1970 года. Ещё 20 лет спустя, 14 января 1991 года, Финкенцеллер скончалась от рака в 79-летнем возрасте.